# Berta Bauer
Berta Bauer (* 2. März 1935 in Parkstein; † 16. Juli 2010; geborene Berta Pöllmann) war eine deutsche Unternehmerin. Sie war geschäftsführende Gesellschafterin des Bauunternehmens Wilhelm Bauer GmbH & Co KG in Erbendorf.

## Werdegang
Pöllmann heiratete am 24. Juni 1958 den Erbendorfer Bauunternehmer und Architekten Wilhelm Bauer. Aus der Ehe gingen drei Kinder hervor. Nach dem Tod ihres Ehemanns im Jahr 1978 übernahm sie die Geschäftsführung des Bauunternehmens. Unter ihrer Leitung wuchs der Betrieb zur größten Baufirma in Erbendorf. Nach Übergabe des Geschäftes an ihren Sohn Christian blieb sie als Seniorchefin an wichtigen Entscheidungen beteiligt.
Neben ihrer unternehmerischen Tätigkeit trat sie als Förderin von Sport und Kultur auf. Vereine der Stadt Erbendorf unterstützte sie mit unentgeltlichen Bauleistungen oder durch Spenden.

## Ehrungen
- 1996: Verdienstkreuz am Bande der Bundesrepublik Deutschland „für ihren unternehmerischen Weitblick und ihren gesellschaftlichen Einsatz“